# Sericicorpus nigrum
Genre
Espèce
Sericicorpus nigrum, unique représentant du genre Sericicorpus, est une espèce d'opilions eupnois de la famille des Sclerosomatidae.

## Distribution
Cette espèce est endémique du Népal.

## Description
Les mâles mesurent de 3,6 à 4,4 mm et les femelles de 5,4 à 6,6 mm.

## Publication originale
- Martens, 1987 : « Opiliones aus dem Nepal-Himalaya. VI. Gagrellinae (Arachnida: Phalangiidae). » Courier Forschungsinstitut Senckenberg, vol. 93, p. 87–202.